# St. Anna (Schwerin)

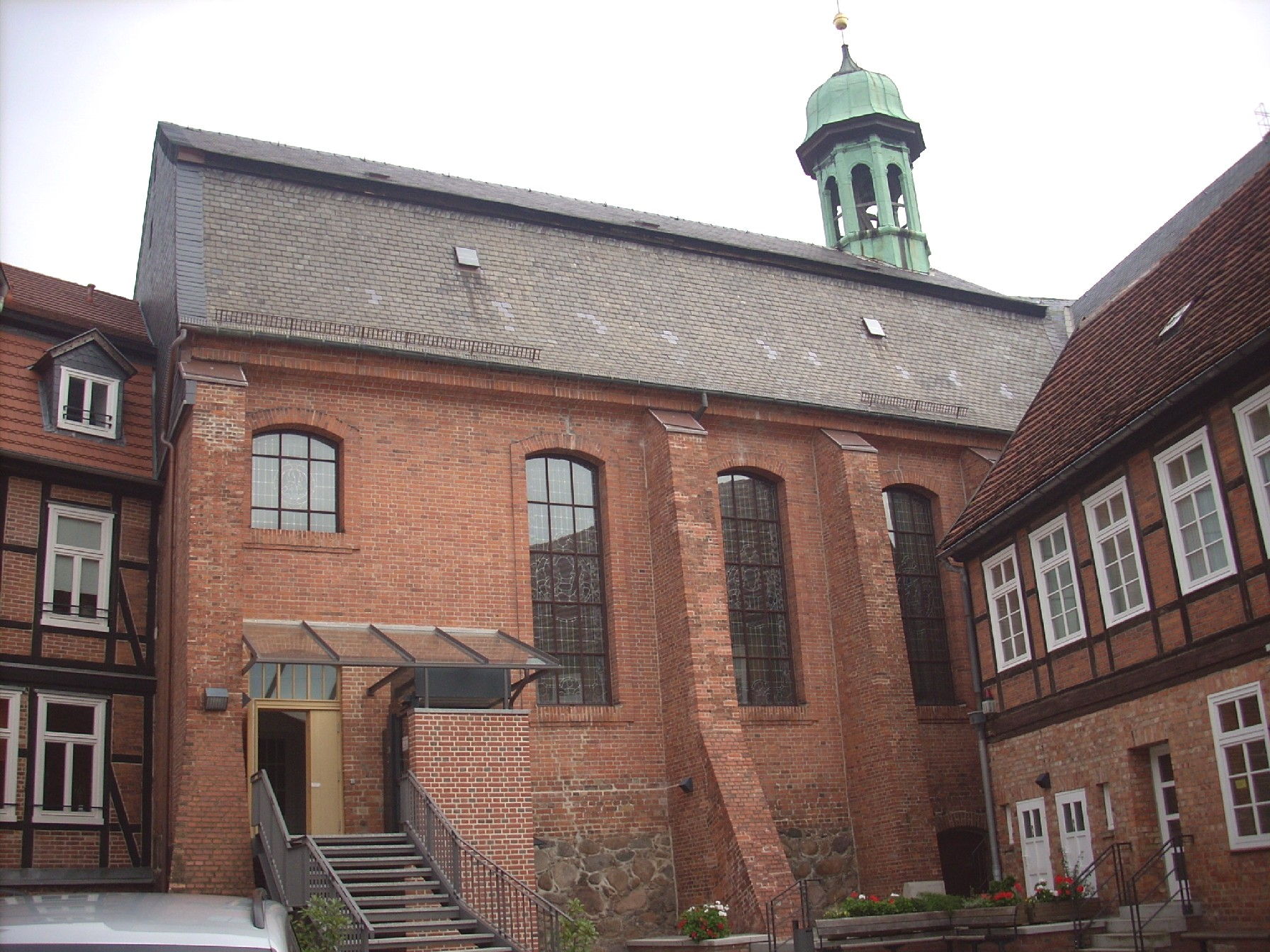
St. Anna, Hofseite

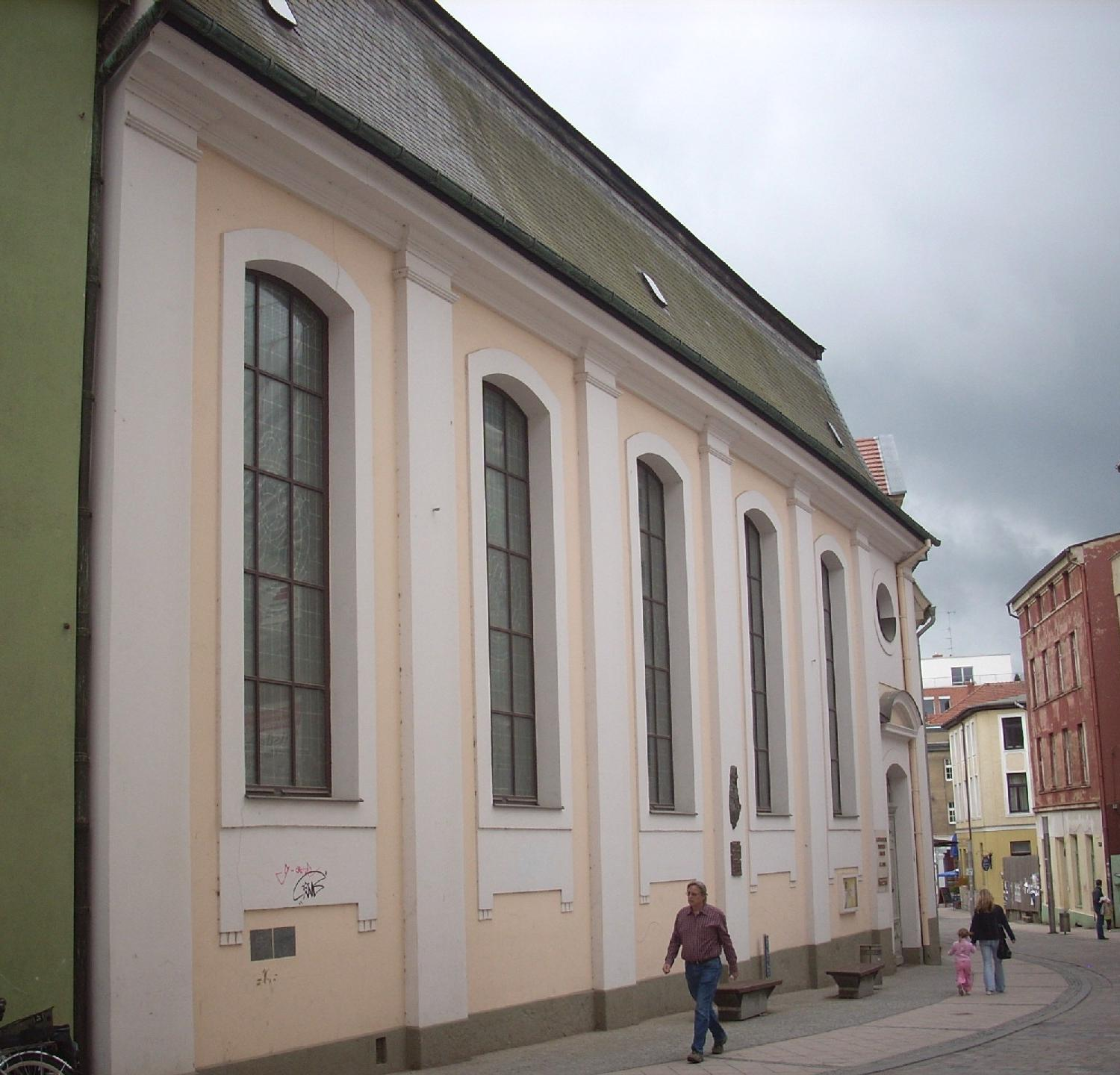
Straßenseite

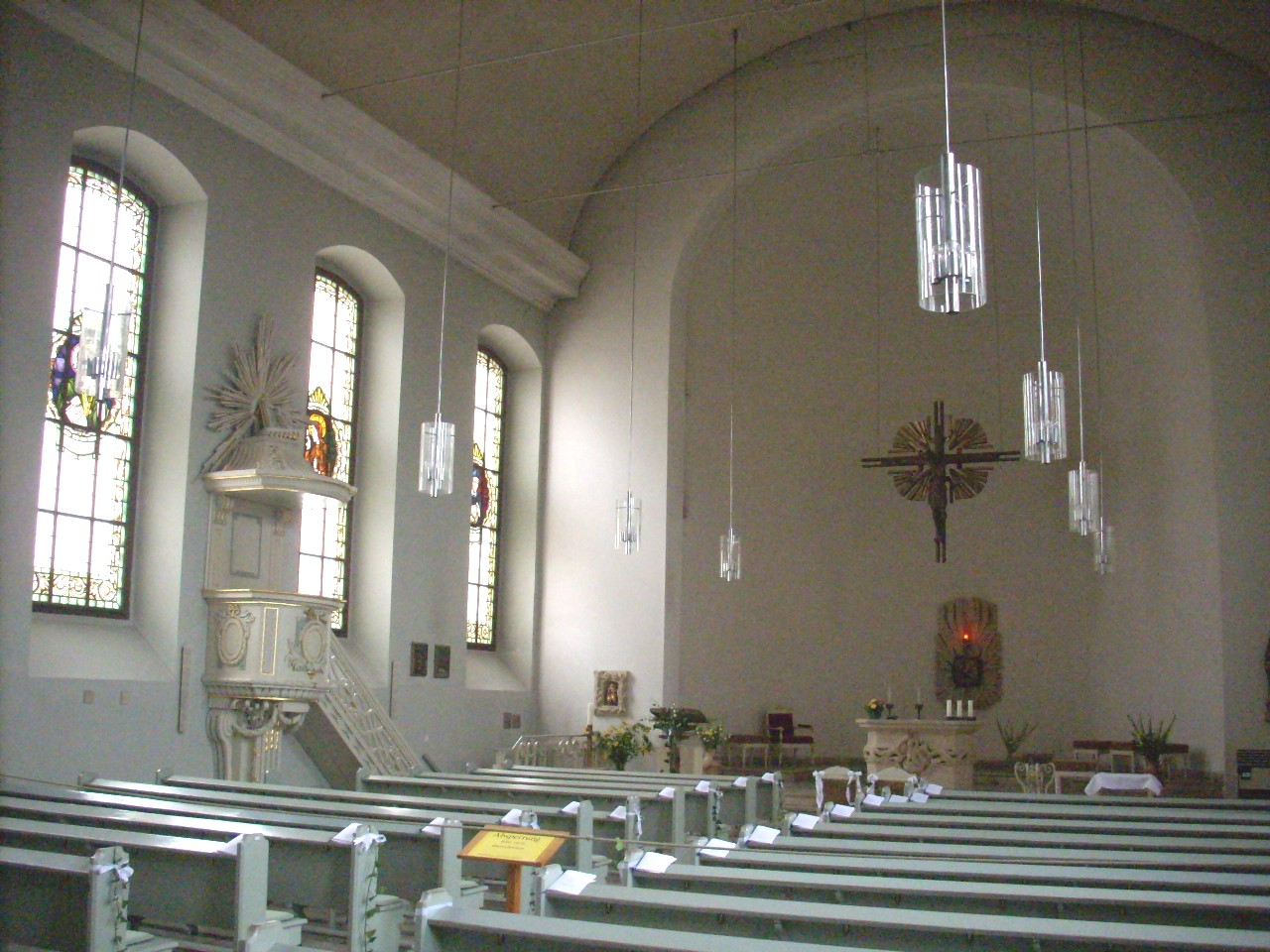
Innenraum

Die Propsteikirche St. Anna in Schwerin ist die Mutterkirche aller katholischen Kirchen in Mecklenburg und war zeitweise Sitz eines Weihbischofs des Erzbistums Hamburg in seiner Funktion als Bischofsvikar in Mecklenburg.

## Geschichte
Die Kirche wurde nach der Grundsteinlegung am 31. März 1791 unter Leitung des Maurermeisters Cornelius Christopher Barca errichtet und am 25. März 1795 geweiht. Die klassizistische Ausstattung stammte von Carl Theodor Severin. Davon erhalten ist die Kanzel, der Orgelprospekt, die Beichtstühle, das Taufbecken und ein Altar, der heute in der Unterkirche aufgestellt ist. Der neue Hauptaltar, das Ambo, Tabernakel, Hängekreuz und ein mehrteiliges Bronzerelief an der Rückwand zum Gedenken an Niels Stensen wurden in den 1980er Jahren von Paul Brandenburg geschaffen.
Die Kirche wurde wiederholt umgebaut, zuletzt 1984/85, sowohl zur Anpassung an das sich wandelnde Gemeindeleben als auch wegen der problematischen Statik auf dem morastigen Untergrund. Zudem sollte die umgebaute und vergrößerte Kirche ausreichend Platz für die regelmäßigen Bischofsgottesdienste bieten. Beim Umbau entstanden die Apsis, ein eigener Trakt für die Sakristei und eine kleine Unterkirche, die dem Heiligen Ansgar gewidmet wurde. Anlässlich dieses Umbaus erhielt die Kirche auch eine neue Orgel aus der Werkstatt des Gothaer Orgelbauers Gerhard Böhm mit 21 Registern, zwei Manualen und Pedal.
Patronin der Kirche ist die heilige Mutter Anna, deren Fest am 26. Juli gefeiert wird. Das Patrozinium geht auf eine kleine, im gotischen Stil gehaltene Darstellung der „Anna Selbdritt“ zurück, die der Gemeinde schon vor dem Kirchbau geschenkt wurde. Die Figur ist heute auf der linken Seite des Altarraums zu sehen.

## Gemeinde
Die Ursprünge der Schweriner katholischen Gemeinde gehen auf das 17. Jahrhundert zurück. Die ersten Katholiken nach der Reformation waren zumeist Hofbeamte, Soldaten oder Händler, die auf Schweriner Stadtgebiet lebten. Herzog Christian Ludwig I. war 1665 zum katholischen Glauben übergetreten und erlaubte in Schwerin den katholischen Gottesdienst, der zunächst in der Schweriner Schloßkirche stattfand. Nach dem Tod des Herzogs richtete die Familie des Hofbeamten von Bibow eine kleine Kapelle in ihren Besitzungen an der heutigen Klosterstraße ein. An dieser Stelle steht heute das historische Pfarrhaus.
Seit 1709 bestand eine durch die Jesuiten gegründete Missionspfarrei, die auf dem Pfarrgebiet eine katholische Schule und ein Vorbereitungsseminar für katholische Jungen einrichtete, die später für die Priesterlaufbahn vorgesehen waren.
Auch nach dem Kirchbau blieb die Gemeinde klein. Erst der Zuzug von katholischen Arbeitern im 19. Jahrhundert und später von Vertriebenen aus den deutschen Ostgebieten nach dem Zweiten Weltkrieg vergrößerte die Zahl der Katholiken maßgeblich. Zwischenzeitliche Pläne, statt der relativ kleinen St.-Anna-Kirche eine neue Kirche im gotischen Stil zu errichten, ließen sich nicht realisieren.
In der Zeit der DDR wurde das zum Bistum Osnabrück gehörende Schwerin 1959 Sitz eines Weihbischofs für den Mecklenburger Bistumsteil. Erster Bischof wurde Bernhard Schräder (1900–1971), der seit Ende der dreißiger Jahre bereits Pfarrer in Schwerin war. In den 1970er Jahren erwarb die Katholische Kirche ein Grundstück im Stadtteil Lankow, auf dem der neue Amtssitz des Weihbischofs und die Kirche St. Martin entstand. Eine weitere Ausgliederung erfuhr die Pfarrei St. Anna 1983, als im Schweriner Neubaugebiet „Großer Dreesch“ eine eigene Pfarrei, St. Andreas, gegründet wurde.
Seit 1995 gehört Schwerin zum neugegründeten Erzbistum Hamburg. In der Nachwendezeit entstanden neben den Gemeinderäumlichkeiten ein Katholischer Kindergarten. Außerdem konnte die Katholische Niels-Stensen-Schule neu gegründet werden.
Das Gebiet der Gemeinde wurde im Zuge der Neuorganisation der Pastoralen Räume im Erzbistum Hamburg neu umschrieben. Die Pfarrei St. Anna umfasst nun die Gemeinden in Schwerin, Rehna und Gadebusch. Das Gemeindegebiet ist rund 1400 Quadratkilometer groß und zählt ca. 5000 Katholiken (Stand 2020). Propst und damit leitender Geistlicher ist Georg Bergner.

## Historische Bibliothek St. Anna
St. Anna besitzt eine Bibliothek mit bedeutendem Altbestand. Sie umfasst ca. 3000 Bände aus dem 16. bis 19. Jahrhundert. Ihr Kernbestand geht auf die Bibliothek des von Jesuiten gegründeten Vorseminars zurück, die in der Mitte des 18. Jahrhunderts angelegt wurde. Dieser Kern besteht aus etwa 900 Büchern. Nach jahrzehntelanger Vernachlässigung und Unkenntnis ihrer Bedeutung wurde ein Großteil der Bände erst 1985 bei Umbauarbeiten in Nebengebäuden des Pfarrhauses wiedergefunden. Die Bibliothek veranstaltet regelmäßig Ausstellungen aus ihren Beständen.

## Niels Steensen
Sowohl außen an der Kirche wie auch an der westlichen Innenwand befinden sich Gedenktafeln für Niels Steensen, der sein letztes Lebensjahr 1685/86 als Priester für die zwanzig katholischen Familien in Schwerin verbrachte und sich vergeblich beim Herzog um die Erlaubnis für ein eigenes katholisches Gotteshaus einsetzte.